# Diocesi di Kandi
La diocesi di Kandi (in latino Dioecesis Kandina) è una sede della Chiesa cattolica in Benin suffraganea dell'arcidiocesi di Parakou. Nel 2023 contava 35.386 battezzati su 1.475.220 abitanti. È retta dal vescovo Clet Feliho.

## Territorio
La diocesi comprende il dipartimento di Alibori in Benin.
Sede vescovile è la città di Kandi, dove si trova la cattedrale della Beata Vergine del Monte Carmelo.
Il territorio è suddiviso in 14 parrocchie.

## Storia
La diocesi è stata eretta il 19 dicembre 1994 con la bolla In apparando bismillesimo anno di papa Giovanni Paolo II, ricavandone il territorio dalla diocesi di Parakou (oggi arcidiocesi).
Originariamente suffraganea dell'arcidiocesi di Cotonou, il 16 ottobre 1997 è entrata a far parte della provincia ecclesiastica di Parakou.

## Cronotassi dei vescovi
Si omettono i periodi di sede vacante non superiori ai 2 anni o non storicamente accertati.
- Marcel Honorat Léon Agboton † (19 dicembre 1994 - 29 gennaio 2000 nominato vescovo di Porto-Novo)
- Clet Feliho, dal 29 gennaio 2000

## Statistiche
La diocesi nel 2023 su una popolazione di 1.475.220 persone contava 35.386 battezzati, corrispondenti al 2,4% del totale.
| anno | popolazione | popolazione | popolazione | presbiteri | presbiteri | presbiteri | presbiteri                | diaconi | religiosi | religiosi | parrocchie |
| anno | battezzati  | totale      | %           | numero     | secolari   | regolari   | battezzati per presbitero | diaconi | uomini    | donne     | parrocchie |
| ---- | ----------- | ----------- | ----------- | ---------- | ---------- | ---------- | ------------------------- | ------- | --------- | --------- | ---------- |
| 1999 | 8.665       | 445.449     | 1,9         | 14         | 7          | 7          | 618                       |         | 7         | 24        | 9          |
| 2000 | 10.442      | 405.599     | 2,6         | 15         | 8          | 7          | 696                       |         | 7         | 22        | 9          |
| 2001 | 10.817      | 490.090     | 2,2         | 20         | 12         | 8          | 540                       |         | 8         | 22        | 9          |
| 2002 | 11.224      | 490.090     | 2,3         | 18         | 10         | 8          | 623                       |         | 9         | 26        | 9          |
| 2003 | 22.841      | 494.630     | 4,6         | 16         | 9          | 7          | 1.427                     |         | 8         | 28        | 9          |
| 2004 | 13.010      | 510.738     | 2,5         | 13         | 9          | 4          | 1.000                     |         | 5         | 33        | 9          |
| 2006 | 138.000     | 540.000     | 25,6        | 19         | 12         | 7          | 7.263                     |         | 9         | 32        | 11         |
| 2010 | 154.000     | 607.000     | 25,4        | 21         | 14         | 7          | 7.333                     |         | 8         | 37        | 11         |
| 2011 | 159.000     | 627.000     | 25,4        | 23         | 18         | 5          | 6.913                     |         | 6         | 41        | 11         |
| 2013 | 23.896      | 636.315     | 3,8         | 18         | 13         | 5          | 1.327                     |         | 6         | 40        | 11         |
| 2016 | 27.863      | 700.197     | 4,0         | 21         | 15         | 6          | 1.326                     |         | 7         | 37        | 12         |
| 2019 | 32.208      | 1.330.898   | 2,4         | 32         | 24         | 8          | 1.006                     |         | 9         | 43        | 13         |
| 2021 | 33.331      | 1.389.304   | 2,4         | 38         | 27         | 11         | 877                       |         | 12        | 44        | 14         |
| 2023 | 35.386      | 1.475.220   | 2,4         | 38         | 25         | 13         | 931                       |         | 14        | 42        | 14         |